# چاکرکوچ (پوسوف)
چاکرکوچ (به ترکی استانبولی: Çakırkoç) یک منطقهٔ مسکونی در ترکیه است که در پوسوف واقع شده‌است.